# Стефан Катарджиу
Стефа́н Катарджи́у (молд. Стефан Катарджиу; 1789 — 2 сентября 1866) — каймакам Молдавского княжества (октябрь 1858).

## Биография
Представитель молдавского боярского рода Катарджиу, владел имением Тупилац (современный жудец Нямц в Румынии).
Во время правления господаря Молдавии Михаила Стурдза Стефан Катарджиу в 1838 году получил должность «ворника» (губернатора), в 1843 году стал «великим логофетом» (канцлером и министром юстиции).
В 1857 году присоединился к проекту объединения Молдавского и Валашского княжеств в единое государство.
В октябре 1858 года Стефан Катарджиу стал одним из трёх каймакамов, управлявших Молдавским княжеством после отстранения от власти Николая Вогориде. Он выступил против объединения Молдавии и Валахии в единое Румынское государство, пытался саботировать заседания каймакамов, отказался от сотрудничества со своими коллегами, чтобы довести страну до политического кризиса. Пользовался поддержкой Австрии и Турции.
Однако каймакамы Василий Стурдза и Анастасие Пану, соправители Стефана Катарджиу, поддерживаемые другими европейскими странами, особенно Францией, через несколько недель сняли его с занимаемой должности. На место Стефана Катарджиу был назначен Иоан Кантакузино, сторонник создания объединения дунайских княжеств.
Стефан Катарджиу умер 2 сентября 1866 года и был похоронен в церкви села Тупилац.